# Reserva nacional de Salinas y Aguada Blanca
Reserva nacional de Salinas y Aguada Blanca je chráněné území zasahující do regionů Arequipa a Moquegua na jihu Peru. Národní rezervací bylo vyhlášeno 9. srpna roku 1979. Celková rozloha rezervace činí 3669,36 km². Jejím územím protékají řeky Yura a Chili. Nachází se zde vysokohorské pláně, na nichž se nachází různá jezera, včetně rozsáhlého salaru Laguna de Salinas. Na jihozápadě je oblast obklopena sopkami, jako jsou Ubinas, El Misti, Pichu Pichu a Chachani. Na severu se nachází hory Chuccura a Huarancante. Ačkoliv byla oblast původně chráněna kvůli živočichům (velbloudovití a plameňáci) a andské krajině, jedná se zároveň o zdroj vody pro Arequipu, což je druhé největší město země. V oblasti bylo nalezeno celkem 358 druhů rostlin, převážně keřů a bylin. Mezi původní druhy živočichů patří lama alpaka, vikuňa a guanako, ale také lyska velká, puma americká, kočka pampová, kočka horská a pes horský.